# Alianza Verde (España)
Alianza Verde (AV) es un partido político español ecologista y ecosocialista, situado ideológicamente a la izquierda. Fue creado el 10 de junio de 2021 en el seno de la coalición electoral Unidas Podemos.

## Historia
Alianza Verde nació a partir de las personas que se mantuvieron en Unidas Podemos tras la salida de EQUO de este espacio para integrarse en Más País en 2019, junto con otras procedentes de organizaciones sociales ecologistas. Aunque la pretensión inicial era lanzar este nuevo partido poco después, esto es, en 2020, la pandemia de COVID-19 obligó a posponerlo, por lo que finalmente fue presentado el 10 de junio de 2021 en Madrid por su coordinador federal, Juan López de Uralde, diputado y presidente de la Comisión de Transición Ecológica en el Congreso de los Diputados, junto a la coordinadora andaluza Carmen Molina, exdiputada del Parlamento de Andalucía, y el coordinador del País Valencià, Julià Álvaro, exsecretario de Medio Ambiente de la Generalidad Valenciana. Junto a ellos, el Comité Ejecutivo de Alianza Verde lo integran, de forma paritaria, Carmen Tejero, militante histórica de Los Verdes, Fernando Rodrigo, expresidente de ISTAS en CCOO, y Beatriz del Hoyo, responsable de comunicación del partido. 
Las primeras elecciones en las que participaron fueron las autonómicas de Castilla y León de 2022 como parte de Unidas Podemos, coalición que obtuvo un diputado (Pablo Fernández de Podemos). De cara a las elecciones andaluzas de 2022, Alianza Verde apoyó a la coalición Por Andalucía. En las elecciones autonómicas y  municipales de 2023 y las elecciones europeas de 2024 formó parte de coaliciones con Podemos.